# Qamar Gula
Qamar Gula (Pashtu: قمر ګله; Persiano: قمر گل, Qamar Gul; Nangarhar, 21 gennaio 1952 – Toronto, 9 dicembre 2022) è stata una cantante afghana, la seconda cantante donna di lingua pashtu (dopo Rukhshana) a cantare per la Radio Television Afghanistan. Veterana della musica in Afghanistan, ha avuto una carriera durata quasi cinque decenni.

## Biografia
Qamar Gul è nata nella provincia di Nangarhar in Afghanistan, iniziando a cantare all'età di sette anni. Nel tempo, l'apprezzamento del pubblico l'ha incoraggiata a seguire la carriera di cantante professionista, che ha raggiunto il suo apice durante il suo sodalizio con il marito Mohammad Din Zakhil, che ha composto molte delle sue canzoni. All'inizio degli anni '70, ha guadagnato fama in tutta Afghanistan, essendo considerata una tra le migliori cantanti del paese. 
Negli anni '80, come altri musicisti afghani, trovò rifugio e popolarità in Pakistan dove l'allora vice commissario di Peshawar le assegnò una residenza arredata come gesto di buona volontà.
A causa della guerra civile in Afghanistan, Qamar Gul è immigrata in Canada. Ha vissuto nella provincia dell'Ontario, proseguendo la sua carriera musicale fino alla morte, avvenuta nel dicembre 2022.

## Cultura di massa
La musica di Qamar Gul è composta da brani di compositori afghani come Zakhil. Negli anni ha collaborato con diversi cantanti afghani: con Rukhshana negli anni ‘70, con Gul Zaman negli anni ‘80 e con Zarsanga, Waheed Qasemi e Hangama intorno al 2010. La sua popolarità persiste tra gli afghani, in particolare nella vecchia generazione che associa la sua musica al ricordo nostalgico dell'Afghanistan prima della guerra civile. Spesso sui media afghani ci si riferisce alla sua voce come "La voce d'oro".

## Premi
- Medaglie d'Oro: Zahir Shah, Daud Khan, Babrak Karmal e Mohammad Najibullah - Re e presidenti dell'Afghanistan.[3]
- Titolo di Usignolo: Hamid Karzai - Presidente dell'Afghanistan [3]
- Miglior Cantante: Ariana Television [3]
- Miglior Cantante: Afghan community of California [3]